# 朱蘊𨥤
通山王朱蘊𨥤（？—17世紀），明朝宗室、南明軍事人物。

## 生平
朱蘊𨥤是通山榮悼王朱華埌的兒子、通山王朱蘊鉞的弟弟，兄長在廣州城失陷遇害，他就在永曆二年（1648年）二月襲封王爵。當時永曆帝在奉天府，清朝軍隊攻陷永州，分兩路前進，劉承胤計劃秘密投降清朝，他就連忙請求永曆帝召見，說：「虜騎突然逼近，皇上怎麼辦？」永曆覺的恐慌，召來劉承胤查問；劉承胤得知後十分生氣，堅持追究，出言不遜。永曆不得已，很久才告訴他是朱蘊𨥤報告的，承胤怒氣沖沖的離開，在宮門遇上他，因此打到他牙齒脫落。他逃到桂林跟隨瞿式耜；郝永忠來到，他又請求式耜鎮壓。湖北軍隊前往廣東，朱蘊𨥤親身上陣，調停主客，瞿式耜和何騰蛟多次上書讓他晉封楚王。永曆四年（1650年）十一月，清兵攻陷嚴關，將士潰散。他哭著疾馳禀報瞿式耜，說：「先生受命督師，全軍尚未損耗；何不進入柳州謀求恢復？社稷存亡，全賴先生去留，不可延遲！」式耜感謝後，他就離開了，其後不知所終。

## 引用
1. 1 2  錢海岳《南明史·卷二十七·列傳第三》：通山王朱蘊鉞，通山榮悼王華埌子，隆武中襲封。廣州陷，遇害薨。弟蘊𨥤，永曆二年二月襲封。上在奉天，清兵陷永州，兩道並進，劉承胤密款，朝臣皆不知。蘊𨥤急請召對，言：「虜騎逼，猝至，當如車駕何？」上懼，召承胤問之。承胤大怒，固詰言者，語不遜。上不得己，良久日：「宗臣蘊𨥤。」承胤洶洶出，遇蘊𨥤宮門，毆之墮齒。
2. ↑  錢海岳《南明史·卷三·本紀第三》：（隆武二年十二月）丁亥……廣州陷，唐王聿鐭（𨮁）、鄧王器䵺、周王倫奎、惠王常潤、鄭王常澂、遼王術雅、益王慈□、東會王肅𥄳、阜平王翊𨯵 、鉅野王壽、通山王蘊鉞、高密王弘椅、鄢陵王肅汭、益陽王某、南安王企鈺等二十四王薨……
3. ↑  錢海岳《南明史·卷二十七·列傳第三》：蘊𨥤遯去，從瞿式耜桂林，獨先勸輸。郝永忠至，力請式耜鎮壓。楚師出粵，親冒鋒鏑，調停主客。式耜、何騰蛟屢請晉紹楚封。四年十一月，清兵陷嚴關，諸將皆潰。蘊𨥤涕泣馳告式耜，曰：「先生受命督師，全軍未虧；盍入柳為恢復計？社稷存亡，繫先生去留，不可緩也！」式耜謝之，蘊𨥤乃走。……皆不知所終。